# Rafał Siadaczka
Rafał Siadaczka (ur. 21 lutego 1972 w Radomiu) – polski piłkarz, występujący początkowo na pozycji napastnika, a z czasem na pozycji obrońcy. Zawodnik m.in. Legii Warszawa i Widzewa Łódź, trzykrotny Mistrz Polski (1996, 1997 z Widzewem Łódź, 2002 z Legią Warszawa), zdobywca Superpucharu Polski (1996) i Pucharu Ligi (2002). Z przyczyn zdrowotnych (cukrzyca) był zmuszony zawiesić profesjonalną karierę, jednak nie zrezygnował z czynnej gry w piłkę.

## Kariera klubowa
Jest wychowankiem Broni Radom. W 1991 po raz pierwszy trafił do Legii Warszawa. Później powrócił do Radomia, gdzie początkowo występował w Broni Radom, a następnie w Radomiaku Radom. W sezonie 1994/1995 przeszedł do Petrochemii Płock. Mimo jego dobrej postawy spadł jednak z tym klubem do II ligi. Od sezonu 1995/1996 był piłkarzem Widzewa Łódź, gdzie po raz pierwszy w karierze mógł świętować tytuł mistrza Polski. W kolejnym sezonie 1996/1997 Siadaczka występował z Widzewem w elitarnych rozgrywkach Ligi Mistrzów. Ponadto powtórzył swoje osiągnięcie z ubiegłego roku i został po raz drugi z rzędu mistrzem Polski, a także zdobył Superpuchar Polski. Zimą 1999 odszedł z Widzewa i trafił do Austrii Wiedeń.
W 2000 powrócił do kraju i został po raz drugi w karierze piłkarzem Legii. W sezonie 2001/2002 przyczynił się w drobnym stopniu do wywalczenia dla Legii mistrzostwa Polski, a także Pucharu Ligi. Jednak w trakcie sezonu piłkarza dopadła choroba (cukrzyca) i rundę wiosenną spędził w Legii II Warszawa, klubie rezerw, będącym bezpośrednim zapleczem pierwszej drużyny. W kolejnym roku nie rozegrał w Legii żadnego meczu i tym samym rozwiązał kontrakt z klubem. Latem 2003 został piłkarzem III ligowego Mazowsza Grójec. Jednak po pół roku gry w Grójcu powrócił do klubu, którego był wychowankiem, czyli do Broni Radom. W sezonie 2004/2005 ponownie był związany z Mazowszem Grójec. Tym razem jednak został wspólnie z Tomaszem Łapińskim piłkarzem Mazowsza II Grójec, klubu będącego zespołem rezerw pierwszej drużyny Mazowsza. Z Mazowszem II Grójec występował jeszcze jesienią w sezonie 2005/2006, po czym nosił się z zamiarem całkowitego zakończenia kariery. W latach 2007–2010 występował w klubie Zodiak Sucha. od rundy wiosennej sezonu 2010/2011 był graczem GKS-u Stromiec.
Ogółem w I lidze polskiej wystąpił w 182 meczach, w których zdobył 29 goli. Z kolei w I lidze austriackiej wystąpił 27 razy nie strzelając żadnej bramki.

## Kariera reprezentacyjna
W reprezentacji Polski debiutował 15 listopada 1995 w bezbramkowo zremisowanym meczu z Azerbejdżanem w ramach eliminacji do Mistrzostw Europy za kadencji trenera Henryka Apostela w Trabzonie. Ostatni mecz rozegrał 9 października 1999 przeciwko Szwecji w Sztokholmie przegrany 0:2 za czasów szkoleniowca Janusza Wójcika. Ogółem w reprezentacji wystąpił w 17 meczach i strzelił 2 gole.